# Palazzo Accademia Commerciale
Il Palazzo Accademia Commerciale (in romeno Palatul Academiei Comerciale) è un edificio di Bucarest, sito in Piața Romana, sede dell'Accademia degli Studi Economici. Il Palazzo, costruito tra il 1916-1926, dall'architetto Gregorio Cerchez, Edmond Van Saanen Algi e Arghir Culina è un simbolo rinomato di Bucarest.